# To Pimp a Butterfly
To Pimp a Butterfly – trzeci studyjny album amerykańskiego rapera Kendricka Lamara. Światowa premiera odbyła się 16 marca 2015 roku, choć pierwotnie planowano ją na 23 marca. Wydawnictwo ukazało się nakładem wytwórni Top Dawg Entertainment w kooperacji z Aftermath Entertainment, a za dystrybucję odpowiadała Interscope Records. W wyniku błędów ekipy wytwórni Interscope Records, album został udostępniony na iTunes, tydzień przed oficjalną premierą.
Album był nagrywany w kilku studiach nagraniowych w Stanach Zjednoczonych. Raper swoje utwory nagrywał między innymi w studiu Chalice Recording Studios czy Downtown Music Studios. Producentami wykonawczymi płyty byli Dr. Dre oraz Anthony "Top Dawg" Tiffith. Poza tym, za produkcję poszczególnych piosenek odpowiadali Boi-1da, Flying Lotus, 1500 or Nothin' czy Pharrell Williams.
W celu promocji wydawnictwa, ukazały się trzy single pt. "i", "The Blacker the Berry" oraz "King Kunta".
Tytuł zadebiutował na szczycie listy sprzedaży Billboard 200, ze sprzedażą 355 000 egzemplarzy. To Pimp a Butterfly debiutował także na 1. miejscu w Nowej Zelandii oraz Australii.
Album w Polsce uzyskał certyfikat złotej płyty.

## Lista utworów
| Nr  | Tytuł utworu                                                      | Autorzy tekstu | Muzyka                                                   | Długość |
| --- | ----------------------------------------------------------------- | --- | -------------------------------------------------------- | ------- |
| 1.  | „Wesley's Theory (gośc. George Clinton & Thundercat)”             | Kendrick Duckworth, George Clinton, Steven Ellison, Ronald Colson, Stephen Bruner, Boris Gardiner                                      | Flying Lotus Ronald "Flippa" Colson Sounwave, Thundercat | 4:47    |
| 2.  | „For Free? (Interlude)”                                           | K. Duckworth, Terrace Martin, R. McKinney                                                                                              | Terrace Martin                                           | 2:10    |
| 3.  | „King Kunta”                                                      | K. Duckworth, S. Bruner, Johnny Burns, Michael Jackson, Ahmad Lewis, Stefan Gordy                                                      | Sounwave, Martin                                         | 3:54    |
| 4.  | „Institutionalized" (gośc. Bilal, Anna Wise & Snoop Dogg)”        | K. Duckworth, Columbus Smith, Fredrik Halldin, Sam Barsh                                                                               | Rahki, Tommy Black                                       | 4:31    |
| 5.  | „These Walls" (gośc. Bilal, Anna Wise & Thundercat)”              | K. Duckworth, T. Martin, Larrance Dopson, James Fauntleroy, R. McKinney                                                                | Martin Larrance, Dopson, Sounwave                        | 5:00    |
| 6.  | „u”                                                               | K. Duckworth, Taz Arnold, Michael Brown                                                                                                | Taz Arnold (Ti$a), Whoarei, Sounwave                     | 4:28    |
| 7.  | „Alright”                                                         | K. Duckworth, Pharrell Williams, Mark Spears                                                                                           | Pharrell Williams, Sounwave                              | 3:39    |
| 8.  | „For Sale? (Interlude)”                                           | K. Duckworth, T. Arnold | Arnold, Sounwave, Martin                                 | 4:51    |
| 9.  | „Momma”                                                           | K. Duckworth, Glen Boothe, T. Arnold, Sylvester Stewart, Lalah Hathaway, Rahsaan Patterson, Rex Rideout                                | Knxwledge, Arnold                                        | 4:43    |
| 10. | „Hood Politics”                                                   | K. Duckworth, Donte Perkins, M. Spears, S. Bruner, Sufjan Stevens                                                                      | Tae Beast, Sounwave, Thundercat                          | 4:52    |
| 11. | „How Much a Dollar Cost" (gośc. James Fauntleroy & Ronald Isley)” | K. Duckworth, T. Martin, Josef Leimberg, R. McKinney, J. Fauntleroy, Ronald Isley                                                      | LoveDragon                                               | 4:21    |
| 12. | „Complexion (A Zulu Love) (gośc. Rapsody)”                        | K. Duckworth, S. Bruner, M. Spears, Marlanna Evans                                                                                     | Thundercat, Sounwave, Martin, Antydote                   | 4:23    |
| 13. | „The Blacker the Berry (gośc. Assassin)”                          | K. Duckworth, Matthew Samuels, Stephen "KOZ" Kozmeniuk, K. Lewis, Brent Kolatalo, Jefferey Campbell, Alexander Izquierdo, Zale Epstein | Boi-1da, KOZ, Martin, Katalys                            | 5:28    |
| 14. | „You Ain't Gotta Lie (Momma Said)”                                | K. Duckworth, T. Martin, R. McKinney, J. Leimberg, M. Spears                                                                           | LoveDragon                                               | 4:01    |
| 15. | „i”                                                               | K.Duckworth, Columbus Smith, R. Isley, O'Kelly Isley, Ernie Isley, Marvin Isley, Rudolph Isley, Christopher Jasper                     | Rahki                                                    | 5:36    |
| 16. | „Mortal Man”                                                      | K. Duckworth, M. Spears, S. Bruner, Fela Anikulapo                                                                                     | Sounwave                                                 | 12:07   |
|     |                                                                   | |                                                          | 1:18:51 |

## Listy tygodniowe
| Kraj              | Lista                      | Pozycja |
| ----------------- | -------------------------- | ------- |
| Australia         | Australian Charts          | 1       |
| Austria           | Austrian Charts            | 15      |
| Belgia            | Ultratop (Flandria)        | 4       |
| Belgia            | Ultratop (Walonia)         | 16      |
| Dania             | Danish Charts              | 3       |
| Finlandia         | Suomen virallinen lista    | 14      |
| Francja           | Les Charts                 | 17      |
| Hiszpania         | Spanish Charts             | 91      |
| Holandia          | Dutch Album Top 100        | 9       |
| Japonia           | Oricon Albums Chart        | 37      |
| Kanada            | Billboard Canadian Albums  | 1       |
| Niemcy            | Offizielle Deutsche Charts | 7       |
| Norwegia          | VG-lista                   | 2       |
| Nowa Zelandia     | New Zealand Charts         | 1       |
| Polska            | OLiS – albumy              | 74      |
| Portugalia        | Portuguese Charts          | 21      |
| Stany Zjednoczone | Billboard 200              | 1       |
| Stany Zjednoczone | Top R&B/Hip-Hop Albums     | 1       |
| Stany Zjednoczone | Top Rap Albums             | 1       |
| Szkocja           | Scottish Albums Chart      | 3       |
| Szwajcaria        | Schweizer Hitparade        | 3       |
| Szwecja           | Swedish Charts             | 10      |
| Węgry             | Album Top 40 slágerlista   | 34      |
| Wielka Brytania   | UK Albums Chart            | 1       |
| Wielka Brytania   | Top R&B/Hip-Hop Albums     | 1       |
| Włochy            | Italian Charts             | 32      |